# Aleksandr Ušakov
Aleksandr Ušakov (in russo Александр Ушаков?; Yakshurskoye, 18 giugno 1948 – 14 agosto 2024) è stato un biatleta sovietico.

## Palmarès

### Mondiali
- 5 medaglie:
  - 3 ori (staffetta a Östersund 1970; staffetta a Minsk 1974; staffetta a Vingrom 1977)
  - 1 argento (staffetta ad Anterselva 1975)
  - 1 bronzo (sprint a Vingrom 1977)